# María Eloísa Aguirre González
María Eloísa Fátima Aguirre González es una soprano peruana.
Actualmente es maestra de canto en el Conservatorio Nacional de Música del Perú y en la Escuela de Canto de la Asociación Cultural Broadway Perú.
Participó en numerosos concursos internacionales e importantes producciones de ópera en Perú en el Teatro Municipal de Lima y Teatro Segura de Lima; ha realizado numerosos recitales, conciertos y giras en diversos países como Cuba, Colombia, Ecuador, México, España, Brasil, Estados Unidos, Italia.

## Biografía
Nació en Tacna y desde muy pequeña demostró aptitudes musicales, presentándose en televisión en programas educativos e infantiles. Estudió en la Escuela Nacional de Música en la especialidad de canto con los maestros Dora Brousset y Andrés Santa Maria; repertorio con la maestra Elvira de Calcagno, Luis Alva.
Por espacio de más de 10 años desempeñó una actividad solista en el Coro Nacional del Perú.
Paralelamente a su rol de cantante se desempeña como maestra de técnica vocal.
El repertorio abordado a lo largo de su carrera incluye ópera, zarzuela, oratorio, sinfónico coral, música barroca y lied.
Ha sido dirigida por destacados directores de orquesta como:
Directores de Orquesta Nacionales:
Leopoldo La Rosa, Espartaco Lavalle Terry, David del Pino, José Carlos Santos, Manuel Cuadros Barr, Armando Sánchez Málaga.
Directores de Orquesta Internacionales:
Steffano Pellegrino, Elizabetha Maschio, Pietro Mianiti, Iván del Prado, Eduardo García Barrios, Pascual Osa, Juan Carlos Rivas, Marco Tittoto, Ricardo Frizza, Tulio Gagliardo.
Directores de Escena
Luis Alva, Franco Vacchi, Jaime Manzur, Carlos Fernández de Castro.

## Actividades
Debutó en la ópera Rigoletto como la Condessa Ceprano, y en Carmen como Frasquita. Posteriormente fue llamada para interpretar en escena los roles de: Adina en L’Elixir D’amore, Leonora en Il Trovatore, Alice Ford en Falstaff, Alzira en Alzira, Mimi de la Boheme, Madama Buterfly,etc. y, para la Asociación Prolirica del Perú dirigida escénicamente por el prestigiado maestro Luigi Alva.
Y diversos oratorios y conciertos sinfónico vocal con la Orquesta Sinfónica nacional, Orquesta Filarmónica de Lima y orquesta de la Universidad de Lima en diversos conciertos muy prestigiados como el estreno adsoluto en Lima de La Vida breve de Manuel de Falla, Novena sinfonía de Beethoven, Réquiem de Mozart y de Verdi
Stavat Mater de Rosini, Misa en Do de Mozart, Misa de la Coronación, etc.
Participó en la Gala Rossiniana, organizada por la Asociación Amigos Peruanos de la Opera, compartiendo escenario con artistas como Juan Diego Flórez, Daniela Barcelona, Orlin Anastassosv, interpretando diversas páginas del Stabat mater y de la opera Otello siendo dirigida por el prestigiado maestro Ricardo Frizza.
Es invitada a participar en la Temporada de Zarzuela organizada por la Asociación Cultural Romanza, donde interpreta diversas zarzuelas en escena como El dúo de la Africana, La del Soto del Parral, Luisa Fernanda, El Huésped del Sevillano, Los Gavilanes siendo dirigida escénicamente por el maestro Carlos Fernández de Castro y los directores Pascual Osa y Tulio Gagliardo.

## Concursos nacionales
- 1994 Concurso “Alejandro Granda” Primer Premio.
- 1995 Premio “Homenaje a Pavarotti” Primer Premio, realizado en la Ciudad de Trujillo - Perú.
- 1995 Concurso Nacional “Luciano Pavarotti” - Primer Premio, (siendo elegida por el propio Pavarotti )
- 1996 Premio “Luis Alva” Primer Premio.

## Concursos internacionales
- 1989 - Semifinalista en el I Concurso de Canto y Piano, organizado por la Sociedad Cultural de Brasil en Río de Janeiro.
- 1995 - Finalista del V Concurso Pavarotti realizado en Philadelphia - EE. UU.

## Repertorio sinfónico - coral
Beethoven: Novena sinfonía
- Misa en Do Mayor

Mozart: Misa Brevis
- Misa de la Coronación
- Vísperas Solemnes de Confesores
- Misa en Do Mayor

Requiem
- Bach: Magnificat
- Brahms: Un Requiem Alemàn
- Pergolesi: Stabat Mater
- Rossini: Petite Messe Solennelle, Stabat Mater
- Verdi: Réquiem, Himno de las Naciones
- Honegger: El Rey David
- Poulenc: Gloria

Compositores peruanos:
- Pulgar Vidal: Apu Inka
- Guevara Ochoa: Maria Angola

## Repertorio de ópera
- Donizetti: L’elisir d’amore (Adina)

- Verdi: Trovatore (Leonora)
- Alzira (Alzira)
- Falstaff (Alice Ford)

Puccini:
- Boheme (Mimi) (Musetta)
- Turandot (Liu)
- Suor Angélica (Puor Angélica)
- Mozart: La Clemenza de Tito (Vitelia)
- Falla: La Vida Breve (Salud)

## Opereta
- Lehar: El Conde de Luxemburgo (Angela)

## Zarzuela
- Moreno Torroba : Luisa Fernanda (Luisa Fernanda)
- Reveriano Soutullo y Vert: La Leyenda del Beso (Amapola)
- La del Soto del Parral (Aurora)
- Fernández Caballero : El dúo de La Africana (Antonelli)
- Jacinto Guerrero : El Huésped del sevillano (Raquel)